# Người Evenk
Người Evenk (Ewent hay Event) (tên tự gọi: Эвэнкил Evenkil; tiếng Nga: Эвенки, Evenki; tiếng Trung:鄂温克族 Bính âm: Èwēnkè Zú, Hán Việt: Ngạc Ôn Khắc tộc; trước đây gọi là Tungus hay Tunguz; tiếng Mông Cổ: Хамниган, Khamnigan) là một dân tộc Tungus sống tại Bắc Á.
Tại Nga, người Evenk được công nhận là một trong các dân tộc bản xứ của Bắc Nga, với dân số 39.000 người năm 2019, 35.527 người năm 2002.
Tại Trung Quốc, người Evenk là một trong 56 dân tộc được công nhận chính thức với dân số là 35.000 người năm 2019, 30.505 người năm 2000.
Cũng có một nhóm nhỏ người Evenk bị Mông Cổ hóa tại Mông Cổ, tại đây họ được gọi là Khamnigan.
Người Evenk nói tiếng Evenk, một ngôn ngữ thuộc ngữ hệ Tungus.